# Karlična prečaga
Karlična prečaga (dijafragma) ili karlično dno (lat. diaphragma pelvis) je mišićnofascijalna prečaga koja deli šupljinu karlice (lat. cavitas pelvis) na gornji i donji deo  u kome leže organi karlice, krvni sudovi i nervi i donji deo ili perineum u kome se nalaze mišići, omotači (fascije), mokraćna cev, spoljašnji polni organi, analni kanal i dve ishioanalne jame.

## Anatomija
Karličnu prečagu grade vlakna složenog i najznačajnijeg mišića karličnog dna mišića podizača čmarnoga otvora (lat. m. levator ani) i mišićna vlakna malog trtičnog mišića (lat m. coccygeus). Ova dva mišića formiraju u obliku levka karlično dno, čiji je središnji deo najniži, a nalazi se između desnog i levog mišića podizača čmarnoga otvora između kojih formira urogenitalni prostor (lat. hiatus urogenitalis),  koji omogućava prolaz uretre (i vagine kod žena).

### Mišići karlične prečage

#### Mišić podizač čmara
Mišić podizač čmarnoga otvora  je veliki parni mišić koji se pruža koso u obliku široke mišićne ploče sa uzdignutim spoljašnjim krajem pričvršćenim za karličnu kost i tetivni luk mišić podizač čmarnoga otvora (lat.  arcus tendineus m. levatoris ani), sa spušenim središnjim delom, koji u nivou srednje linije tela obrazuje sa istim mišićem suprotne strane pukotinasti prostor, urogenitalni prostor, kroz koji prolaze organi karlice: napried mokraćna cev a pozadi čmarni kanal. U ženskoj karlici između mokraćna cevi i analnog kanala prolazi rodnica.
Dva podizača čmara i i dva kokcigealna mišića fiksirajući se na zidovima karlice zatvaraju šupljinu čitavog trupa, čiji su oni najniži deo. Ovi mišići kao i organi karlice trpe pritisak trbušnih organa što se prenosi preko trbušne prese (lat. prelum abdominale). Time se, mišići karličnog dna opiru intraabdominalnom pritisku, omogućavajući fiziološka pražnjenja trbušnih i karličnih organa.
Mišić podizač čmarnoga otvora  je složen mišić sastavljen iz više snopova koji se prema pripojima označavaju kao:
- pubokokcigealni mišič (m. pubococygeus),
- puborektalni mišić (m. puborectalis),

- iliokokcigealni mišič (m. iliococcygeus).

Njihova vlakna se ne mogu precizno odvojiti, ali se mogu razlikuovati po pravcu prostiranja, kao i pripojima. U celini gledano mišić podizač čmarnoga otvora  je koso postavljen u dnu karlične šupljine i ima gornjeunutrašnju konkavnu i donjespoljašnju konveksnu stranu.

##### Pubokokcigealni i mišić
Pubokokcigealni i mišić (lat m. pubococcygeus)  je najveći deo mišić podizač čmarnoga otvora. Pripaja se napred na zadnjoj strani tela preponske kosti i na prednjem delu tetivnog luka obturatorog omotača mišić podizač čmarnoga otvora (lat. arcus tendineus m. levatoris ani). Pruža se unazad okružujući svojom medijalnom ivicom urogenitalni prostor, kroz koji prolaze mokračna cev, rodnica i pozadi čmarni kanal (lat.  canalis analis). Pojedini snopovi pubokokcigealnog mišića ulaze u zidove ovih organa. Vlakna koja okružuju rodnicu čine pubovaginalni mišić (lat. m. pubovaginalis), koji predstavlja sfinkter rodnice. Najduža vlakna nastavljaju unazad i završavaju se  ispred čmarnog kanala na centralnoj fibroznoj formaciji perineuma (lat. centrum perinei s. corpus perineale). Deo vlakna ovoga mišića fiksira se pozadi čmarnog kanala duž srednje linije na anokokcigealnu vezu (ligament). 

##### Puborektalni mišić
Puborektalni mišić (lat. m. puborectalis)  je medijalni najniži snop m. levatora ani. Nalazi se ispod m. pubokokcigeusa na njegovoj donjoj perinealnoj površini. M. puborectalis se fiksira naprijed na zadnjoj strani preponske kosti, ispod pripojam. pubokokcigeusa, pruža se unazad, obuhvata završni suženi dio debelog crijeva formirajući njegovu anorektalnu krivinu. Neka vlakna puborektalnog mišića okružuju anorektalnu fleksuru sa svih strana, završavajući dijelom u njenim zidovima. Izvjesni snopovi puborektalnog mišića se oko analanog kanala spajaju sa dubokim vlaknima spoljašnjeg sfinktera čmara (lat m. sphincter ani externus). Njihova uloga je u voljnom pražnjenju debelog crijeva. Kontrakcija puborektalnog mišića povlači analni kanal ka preponskoj simfizi. 

##### Iliokokcigealni mišič
M. iliococcygeus On čini spoljašnji dio mišića podizača čmarnoga otvora. Pričvršćuje se na fibroznom zadebljanju obturatornog omotača  mišića podizača čmara (lat. arcus tendineus m. levatoris ani) iza pripoja pubokokcigealnog miša i na sedalnoj bodlji (lat. spina ischiadica). Odatle se vlakna ovog mišića pružaju unazad i put unutra do vrha trtične kosti i anokogcigealne veze (lig. anococcygeum).

#### Kokcigealni mišić
Kokcigealni mišić (lat. m. coccygeus)   mali je parni, trouglast, varijabilno razvijen mišić karlične prečage smešten iza i iznad zadnjeg dela iliokokcigealnog mišića podizača čmarnoga otvora (lat m. iliococcygeus m. levatora ani). Svojim mišićnim i fibroznim vlaknima ovaj mišić se pripaja na sedalnoj bodlji (lat. spina ischiadica) i sedalnokrsnoj vezi (lat. lig. sacrospinale).
Idući put unutra mišić se proširuje da bi se fiksirao duž bočnih ivica trtične kosti i donjeg dela krsne kosti. U nekih osoba kokcigealni mišić  je jedva razvijen, tako da se vlakna sakrospinalne veze smatraju delom zakržljalog kokcigealnog mišića. Dejstvo mišića je prvenstveno u održavanju položaja organa karlice. Kontrakcija kokcigealnih mišića fiksira trtičnu kost, ili omogućava mala pomjeranja trtične kosti put napred.

### Inervacija mišića karlične prečage
Mišić podizač čmarnoga otvora inervisan je od sakralnog spleta (drugog i trećeg sakralnog nerva). 
Kokcigealni mišić inervišu prednje grane četvrtog i petog sakralnog nerva.

### Omotači (fascije) karlične prečage
Mišići karlične prečage  su pokriveni omotačima ili fascijama:
Gornji omotač karlične prečage
Gornji omotač karlične prečage (lat. fascia superior diaphragmatis pelvis), prekriva gornju (tačnije gornjeunutrašnju) stranu karlične prečage. Gornji omotač karlične prečage je tanka vezivna opna koja pokriva m. levator ani i m. coccygeus nastavljajući se okolnim omotačima. Spolja na ovom omotaču nalazi se zadebljanje lat. arcus tendineus fasciae pelvis koje se pruža od sedalne bodlje do zadnje strane tela preponske kosti. Od prednjeg dela ovog zadebljanja do vrata mokraćne bešike pruža se pobičnobešična veza (lat. lig. pubovesicale). Spreda  i nagore  gornji omotač karlične prečage se nastavlja poprečnim omotačem trbušnog zida (lat. fascia transversalis), dok bočno produžava debljim zaporni omotačem  (lat. fascia obturatoria), koja iznad terminalne linije karlice produžava bedreni omotač (lat. fascia iliaca). Kod medijalne ivice desnog i levog mišića podizača čmara  (u nivou hiatusa urogenitalisa) gornji omotač karlične prečage  se pričvršćuje za vrat mokračne bešike, rodnicu i rektum a u šupljini karlice nagore se nastavlja visceralnim omotačem karlice (lat. fascia pelvis visceralis).
Donji omotač karlične prečage
Donji omotač karlične prečage (lat. fascia inferior diaphragmatis pelvis)  prekriva  donju (donjespoljašnju) stranu karlične prečage, odnosno sa spoljašnje strane mišić podizač čmara i kokcigealni mišić. Ona u predjelu analnog trougla pokriva gornju površinu m. sfinktera ani externusa i ograničava unutrašnji zid ishioanalne jame. Opisane fascije koje pokrivaju mišića podizač otvora čmara i kokcigealnog mišić čine parijetalni karlični omotač (lat. fascia pelvis parietalis).

## Funkcija
Važna funkcija karlične prečage je u pružanju podrške organima karlične duplje, npr. bešici, crevima, materici (kod žena) i za održavanje kontinencije urinarnog i analnog sfinktera. 
Ona takođe olakšava porođaj time što se opire spuštanju prezentovanog dela ploda, uzrokujući da se fetus rotira napred kako bi se kretao kroz karlični pojas. 
Pomaže i u održavanju optimalnog intraabdominalnog pritiska. 

## Klinički značaj karličnog dna
Klinički značaj karličnog dna prvenstveno se odnosi na znake i simptoma izazvane abnormalnim funkcionisanjem mišića dna karlice. Kod žena, mišići dna karlice podržavaju uretru, vaginu i analni kanal. Slabljenje ovih mišića može rezultovati gubitkom strukturne podrške ovim organima – što se manifestuje kao:
- urinarna inkontinencija,[7]
- fekalna inkontinencija
- genitourinarni prolaps
- bol u predelu karlice
- seksualna disfunkcija

Smatra se da su uzroci disfunkcije dna karlice multifaktorski  i uključuju akušerske traume, starenje, gojaznost i hronično fizičko naprezanje.
Karlično dno podložno je klinički značajnim promjenama koje su prikazane na odonjoj tabeli.
| Promena                       | Karakteristike |
| ----------------------------- | --- |
| Prolaps prednjeg zida rodnice | - Cistokela (bešika u rodnici); - Uretrokela (mokraćovod u rodnici); - Cistouretrokela (i mokraćovod i bešika u rodnici) |
| Prolaps zadneg zida rodnice   | - Enterokela (tanko crevo u rodnici) - Rektokela (rektum u rodnici)                                                      |
| Apikalni prolap rodnice       | - Prolaps maternice (maternica u rodnici) - Prolaps svoda (krova rodnice) – nakon histerektomije                         |

Disfunkcija karlice može nastati nakon lečenja ginegološkog karcinoma.
Oštećenje dna karlice ne samo da doprinosi urinarnoj inkontinenciji, već može dovesti do prolapsa karličnih organa. Do prolapsa karličnih organa dolazi kod žena kada karlični organi (npr. rodnica, bešika, rektum ili materica) prominiraju  u rodnicu ili izvan nje. Uzroci prolapsa karličnih organa nisu slični onima koji takođe doprinose urinarnoj inkontinenciji. To uključuje neodgovarajući (asimetrični, prekomjerni, nedovoljni) mišićni tonus i asimetrije uzrokovane  traumom karlice. Starost, trudnoća, porodična anamneza i hormonski status doprinose razvoju prolapsa karličnih organa. Rodnici je suspendirana pričvršćivanjima na perineum, bočni zid karlice i krstačnu kost putem dodataka koji uključuju kolagen, elastin i glatke mišiće.  Za popravak mišića karličnog  dna, može se obaviti  operacija zdjelice. Mišići karličnog dna mogu se ojačati pomoću Kegelovih vježbi.
Poremećaji zadnjeg karličnog dna uključuju prolaps rektuma, rektokelu, perineumsku kilu i brojne funkcijske poremećaje, uključujući anizmu. Zatvor zbog bilo kojeg od ovih poremećaja naziva se "funkcionalni zatvor" i prepoznatljiv je prema kliničko-dijagnostičkim kriterijumima.
Vježbama za karlično dno  poznate i kao Kegelova vežba, mogu poboljšati tonus i funkcija mišića dna karlice, što je od posebne koristi za žene (a rjeđe muškarce) koje imaju stresnu urinarnu stresnu inkontigenciju.. Tonus mišića karličnog dna može se proceniti pomoću perineometra, kojim se meri pritisak u rodnici.

## Galerija
- Horizontalni presek muške karlice, pogled odozgo iznutra, duboki mišići karličnog dna
- Sagitalni presek ženske karlice
- Spoljni mišići i ligamenti karlične prečage muškaraca (levo) i žena (desno), šematski
- Snabdevanje krvlju i inervacija karlične prečage

## Spoljašnje veze
|  | Molimo Vas, obratite pažnju na važno upozorenje u vezi sa temama iz oblasti medicine (zdravlja). |